# Villa Ardizzone
La villa Ardizzone è una proprietà storica di Catania, situata in viale Mario Rapisardi, al civico 114. Venne progettata con un gusto floreale e minime citazioni barocche (Eclettismo-liberty catanese) dall'architetto Carmelo Malerba Guerrieri.